# Monte Adranone
Monte Adranone è un rilievo di 899 m s.l.m. a settentrione del comune di Sambuca di Sicilia, in provincia di Agrigento. La sommità del monte Adranone accoglie i resti di un'antica città, ritenuta di nome Adranon, importante sito archeologico della Sicilia.

## Adranon
L'antica città di Adranon fu un insediamento greco-punico distrutto, secondo i dati degli scavi archeologici, intorno al III secolo a.C.. Le imponenti rovine ritenute del periodo tra l’VIII e il III secolo a.C. rivelano l'importanza strategica del centro sin dalla fase più arcaica, in quanto dominavano la strada che collegava Selinunte con Akragas. Forse fu caposaldo del sistema di difesa realizzato dai cartaginesi per la difesa della loro eparchia. Gli studiosi hanno ritenuto di identificare il sito con l’Adranon di cui riferisce Diodoro Siculo in relazione alla prima guerra punica.
La città, riemersa dopo gli scavi archeologici, si estende su un territorio collinoso e ondulato che avanza a terrazza verso sud-ovest.
Nella zona corrispondente all'ingresso dell'area archeologica, si trova la Necropoli, nella quale spicca la monumentale Tomba della Regina.
Proseguendo verso la sommità del monte Adranone si possono osservare la cinta muraria della città-fortezza, il quartiere artigianale e commerciale e un Santuario circondato da un temenos, recinto sacro, e preceduto da un sacello, dove si raccoglievano le offerte votive dei fedeli.
Sulla cima vi è l'area sacra dell'Acropoli.

## Musei archeologici
In tutto il sito dell'antica città di Adranon sono state rinvenute numerose deposizioni votive quali anfore, terrecotte, pregevoli busti di divinità, corredi vari, insieme a ceramica attica e suppellettili di bronzo. I reperti si possono ammirare principalmente in tre musei siciliani:
- Museo archeologico "Palazzo Panitteri", ubicato a Sambuca di Sicilia in pieno centro storico;
- Museo archeologico regionale di Agrigento;
- Museo archeologico regionale Antonio Salinas, ubicato a Palermo.

## Galleria d'immagini

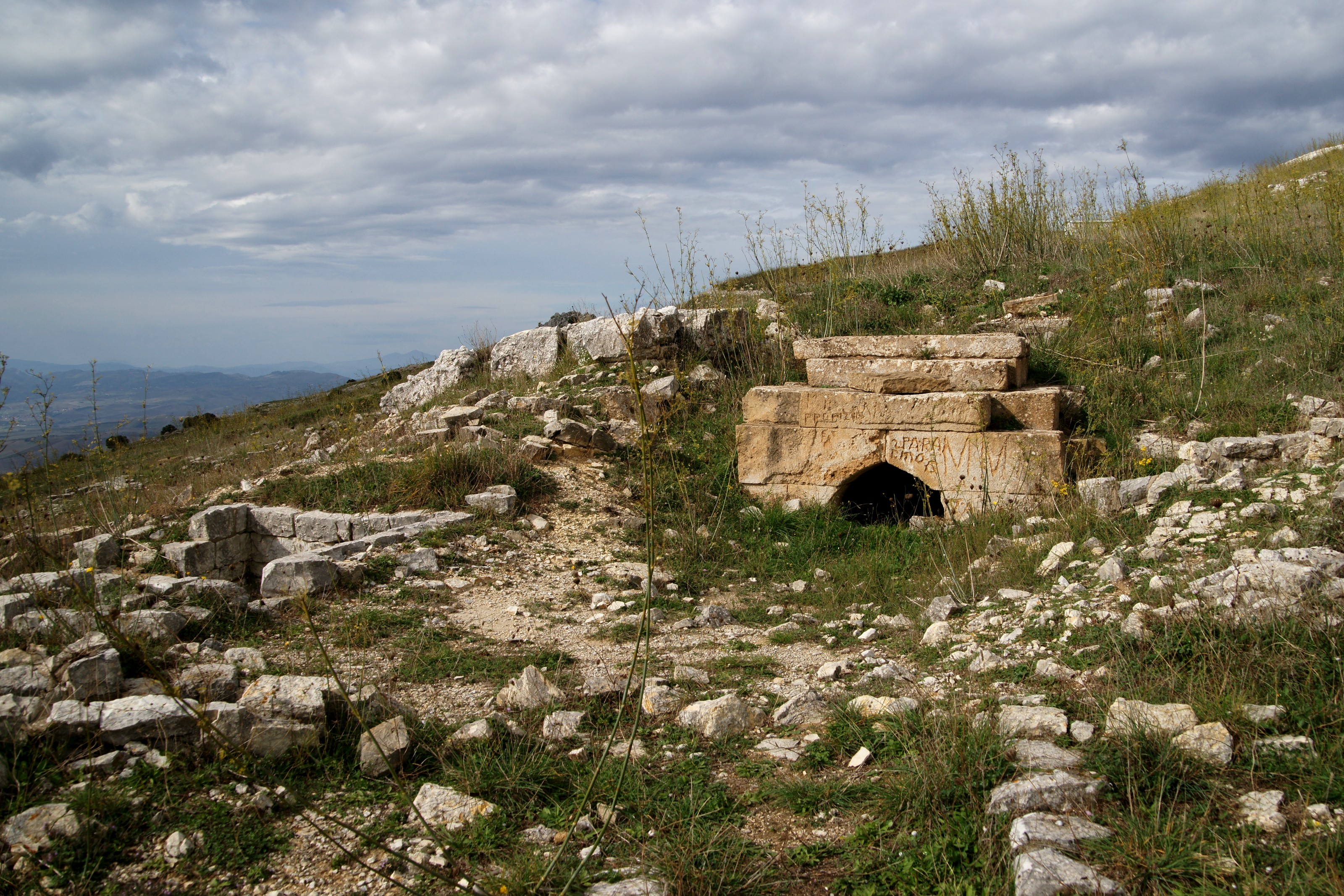
La tomba della regina
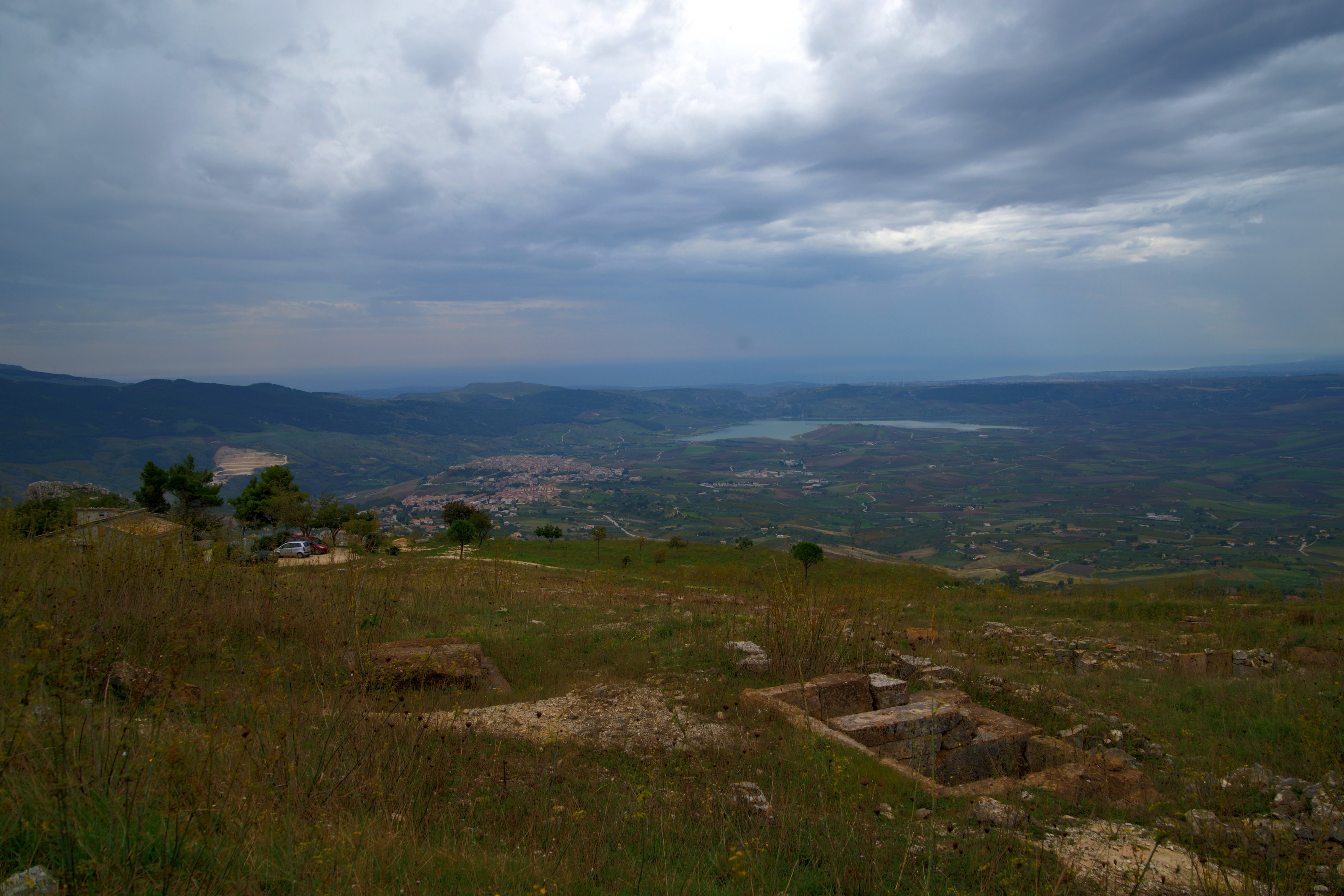
La necropoli
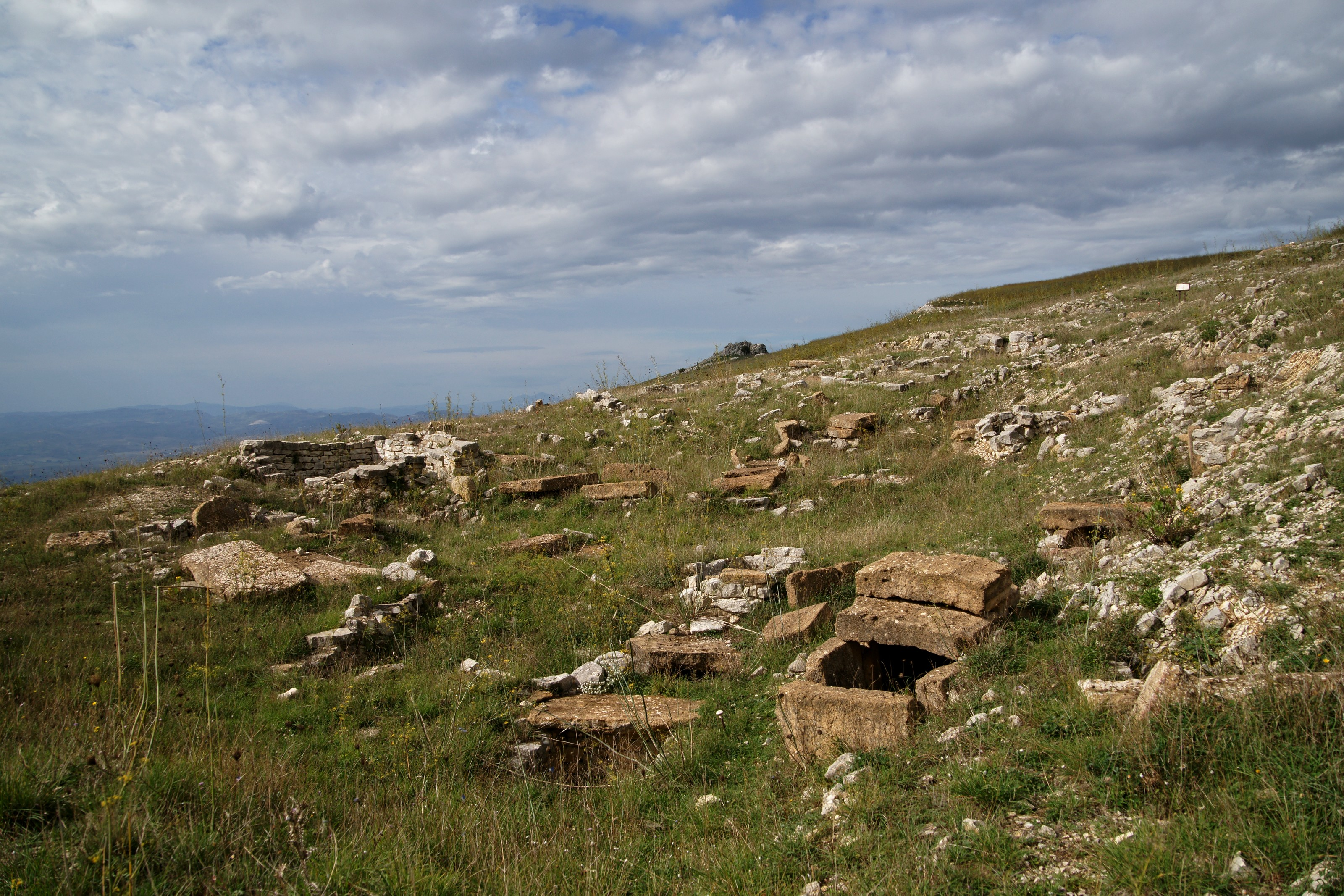
La necropoli
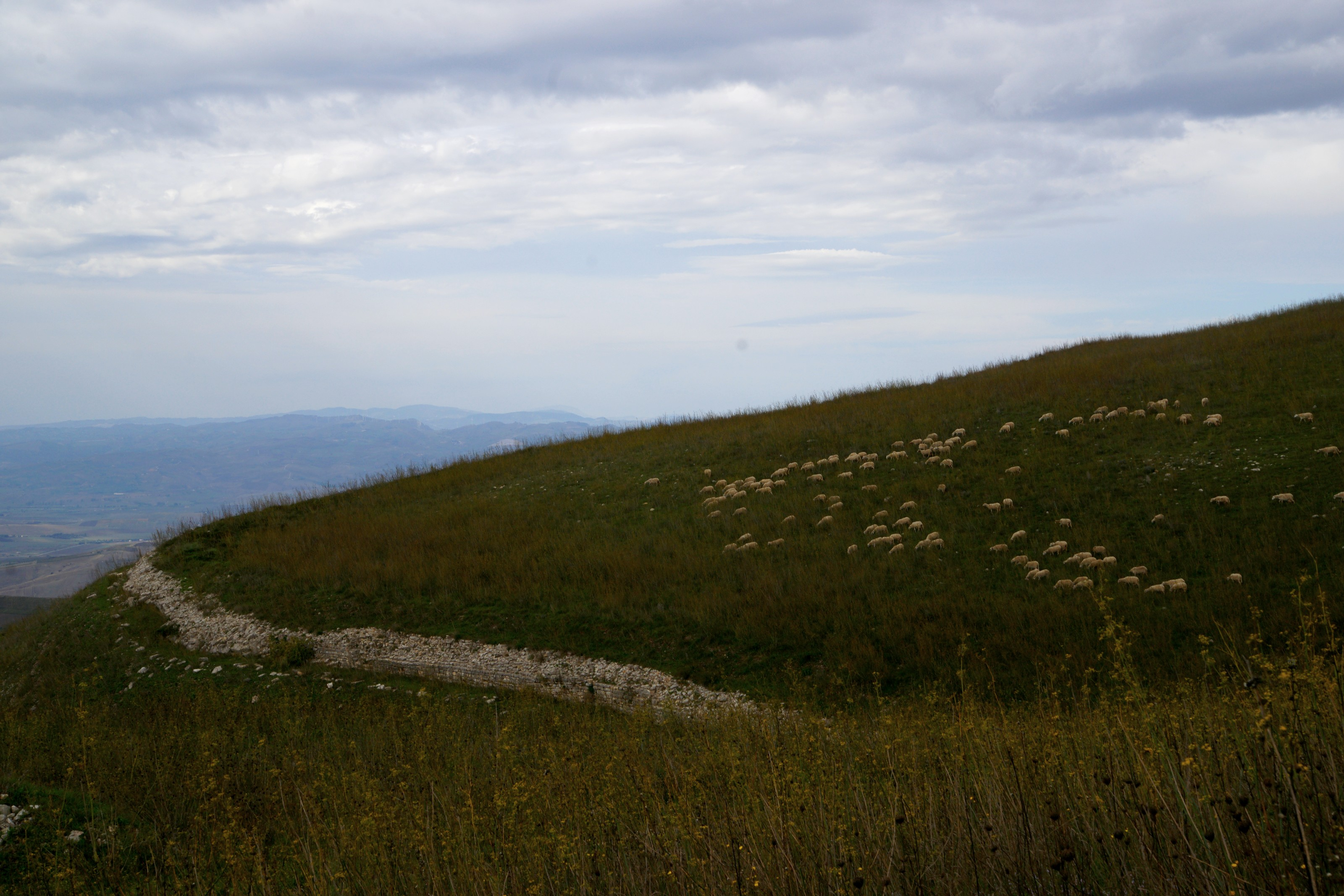
La cinta muraria
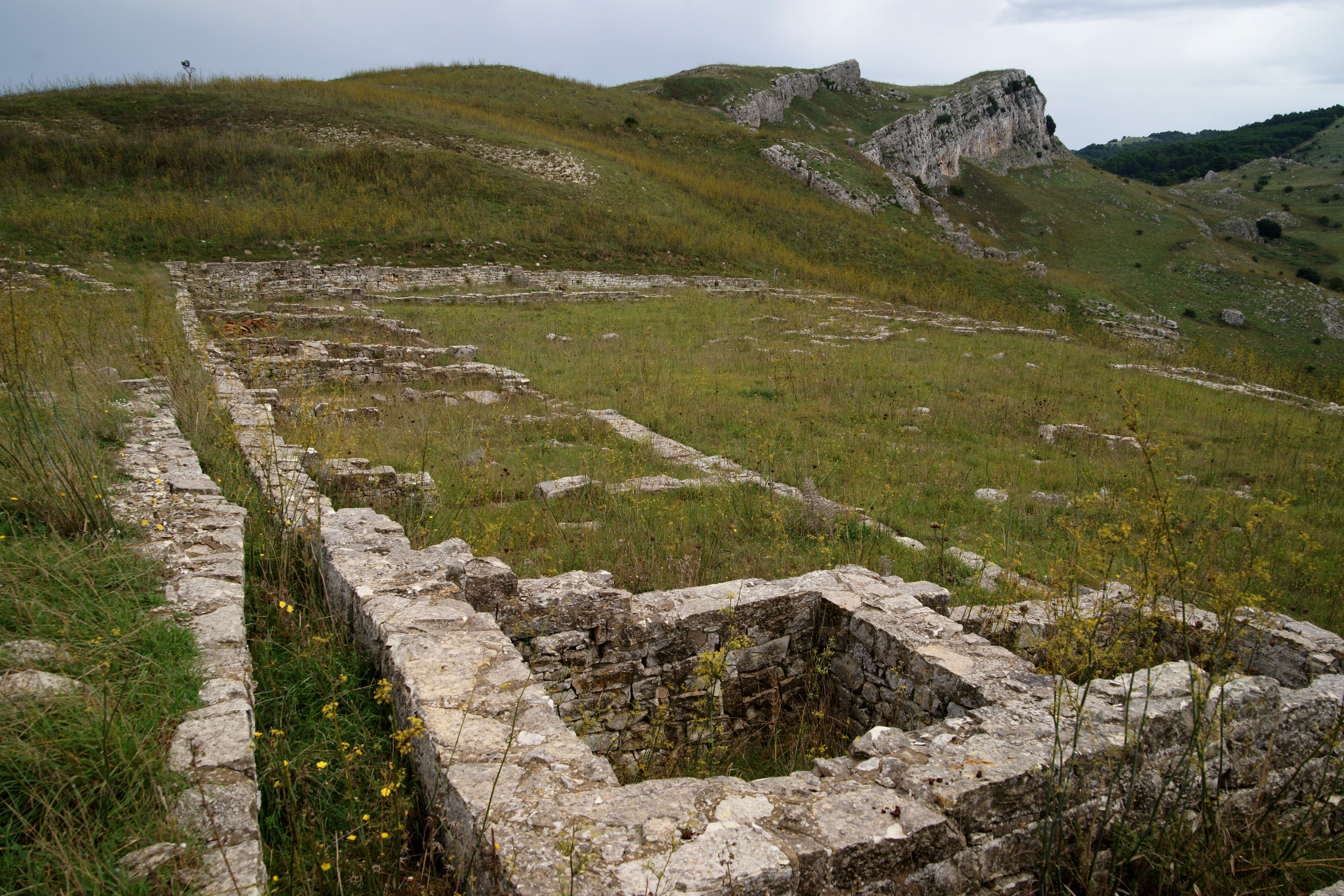
La fattoria
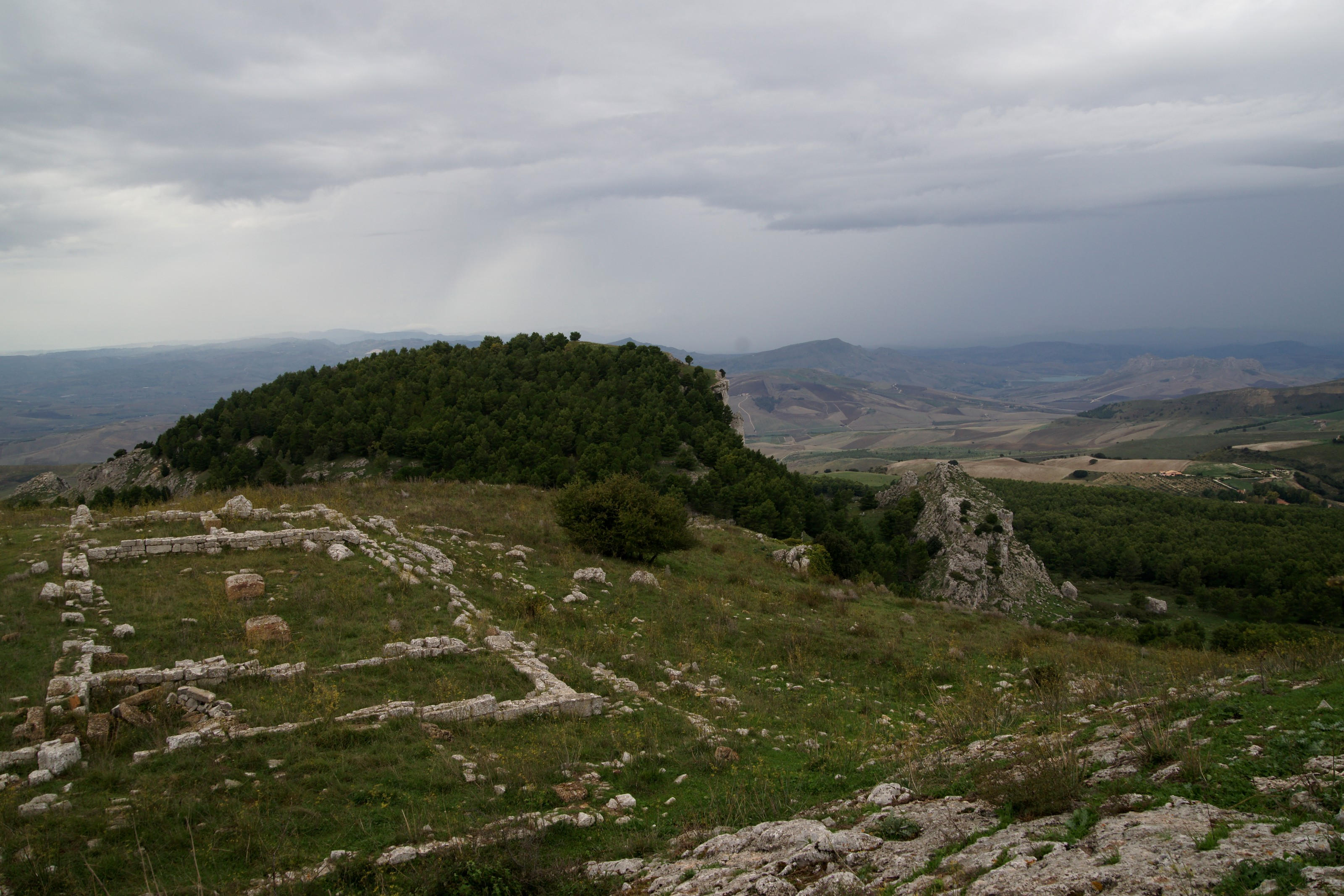
Il tempio dell'acropoli
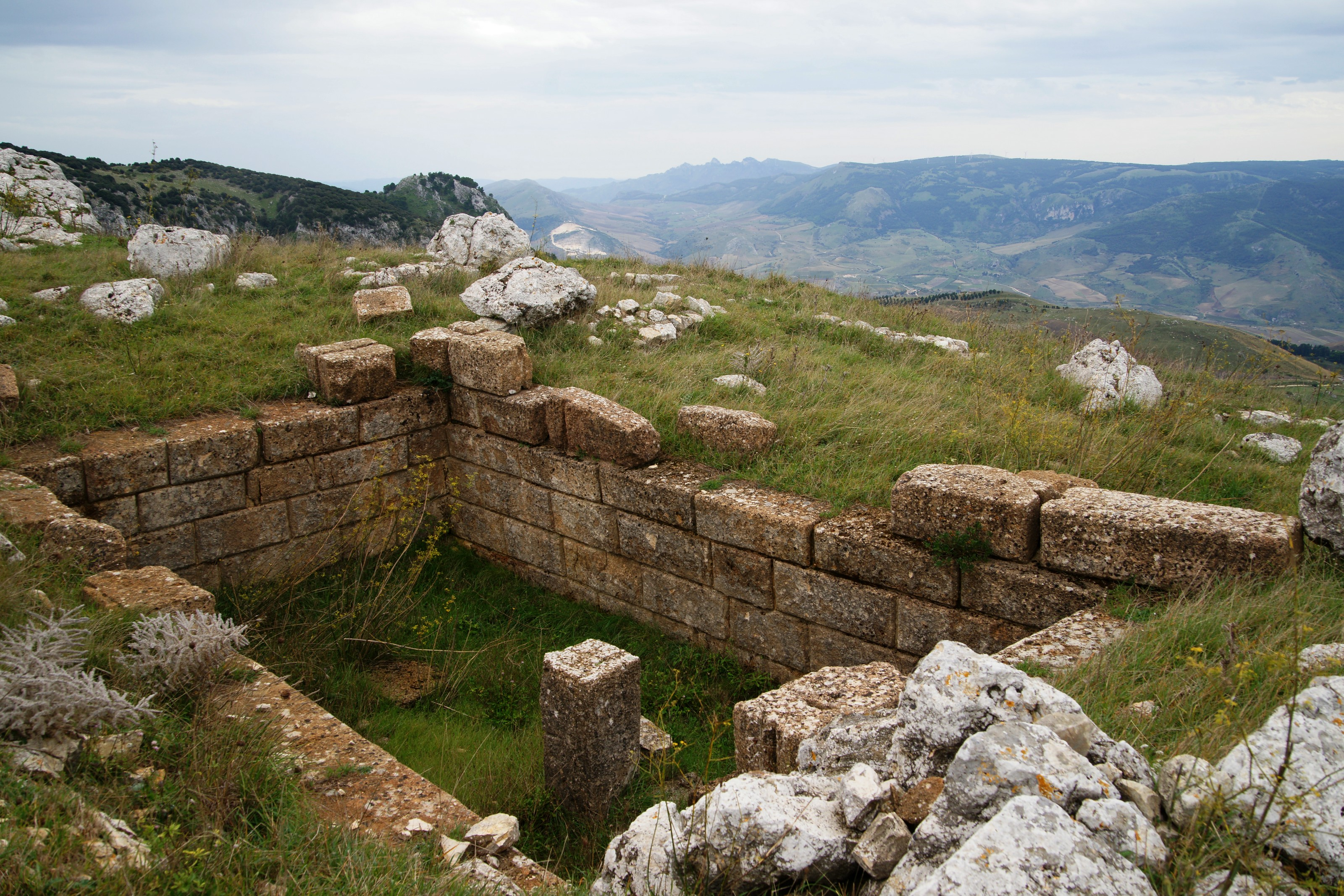
La cisterna dell'acropoli
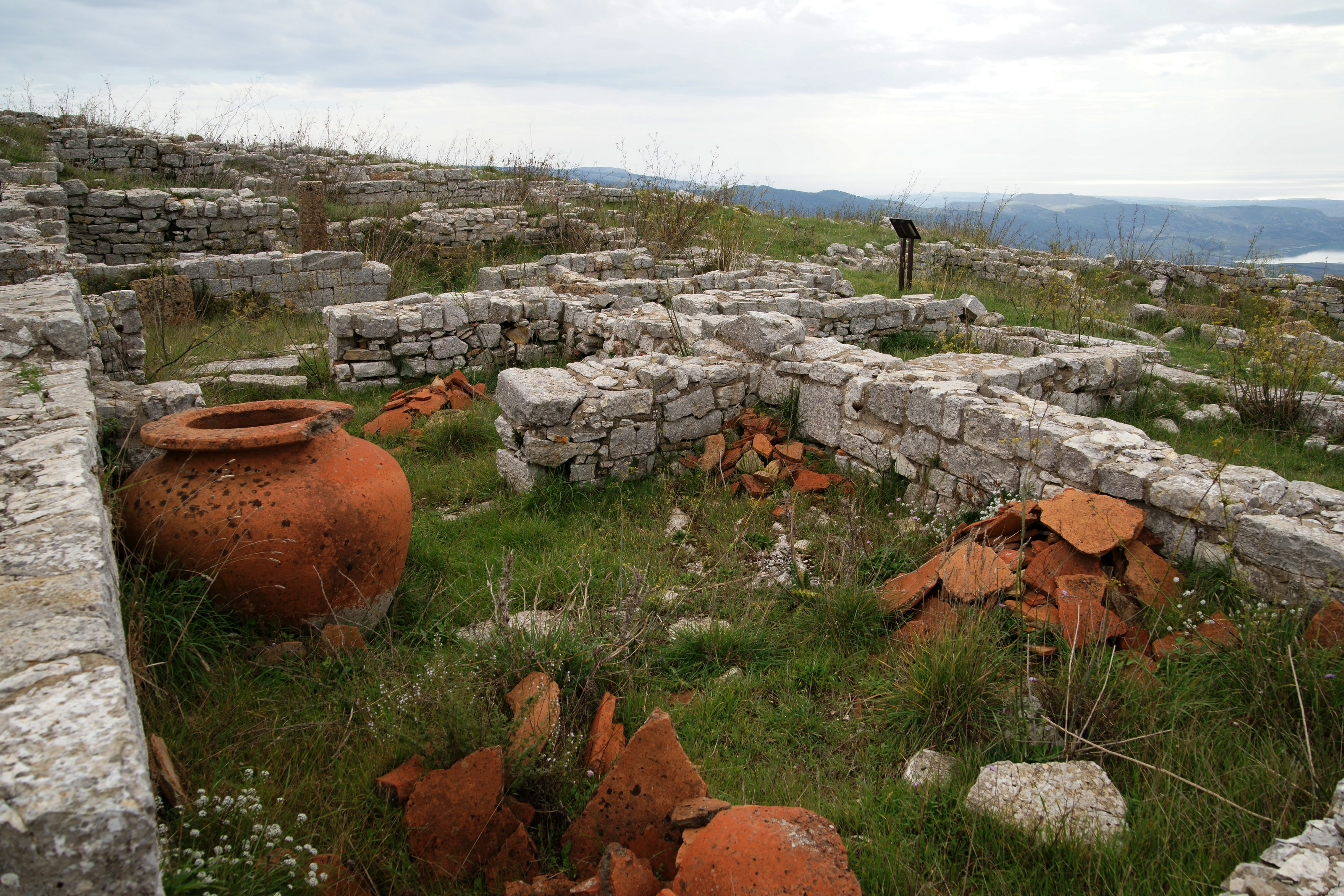
I magazzini sotto l'acropoli